# Le ore
Le ore (titolo originale The hours) è un romanzo dello scrittore statunitense Michael Cunningham che ha vinto il premio Pulitzer per la narrativa nel 1999.
Nel 2002 dal libro è stato tratto il film The Hours, diretto dal regista inglese Stephen Daldry e interpretato da Meryl Streep, Julianne Moore e Nicole Kidman.

## Storia editoriale
L'autore ha rivelato che il libro intendeva essere una rivisitazione contemporanea dell'opera The Hours di Virginia Woolf, titolo provvisorio dell'opera Mrs. Dalloway ambientato dall'autrice nell'arco di un giorno, e scandito dal susseguirsi delle ore. Casualmente Cunningham aveva iniziato a scriverlo all'età di 43 anni, la stessa che aveva Virginia Woolf quando completò Mrs. Dalloway. Egli ha rivelato inoltre che il prologo dell'opera era inizialmente l'ultimo capitolo, e che solo successivamente avrebbe deciso di introdurre la storia degli ultimi giorni di vita della Woolf iniziando dalla scena della sua morte.
L'intento dell'autore con questo romanzo era di dare una risposta alle questioni irrisolte e ai “what if” di Mrs. Dalloway.

## Trama
Il libro racconta i destini intrecciati di tre donne, che vivono in luoghi e momenti storici diversi, ma sono in qualche modo legate dal romanzo Mrs. Dalloway di Virginia Woolf. La prima è proprio la Woolf, autrice del libro e raccontata nei momenti più feroci della depressione che la portò a togliersi la vita; la seconda è Laura Brown, una madre di famiglia che nell'America degli anni cinquanta, anche grazie al libro della Woolf, troverà il coraggio di cambiare vita; e infine c'è Clarissa Vaughan, un'intellettuale newyorkese che dai tempi del college vive col nomignolo di “Mrs. Dalloway” per le sue somiglianze col personaggio creato da Virginia Woolf.
E Le ore nasce proprio come un omaggio di Cunningham alla Woolf, sua musa ispiratrice: a partire dal titolo (Mrs. Dalloway doveva chiamarsi inizialmente proprio The Hours) e fino nelle pieghe della scrittura, debitrice dello stile woolfiano, più attento ai minimi mutamenti degli animi e dei pensieri dei personaggi che ai fatti veri e propri.

## Personaggi e tematiche
Nel romanzo è descritta sia la dinamica del suicidio della Woolf (1941), sia l'ideazione di Mrs. Dalloway (pubblicato nel 1925). Alcuni passi tratti dal capolavoro woolfiano collegano sullo sfondo le vite dei personaggi di Le ore e l'influenza della scrittrice è evidente anche nello stile del romanzo, soprattutto nell'uso delle ripetizioni. Le storie dei personaggi sono ambientate in diversi periodi storici ma le loro vicende si svolgono in parallelo a quelle della scrittrice britannica. 
La maggior parte dei personaggi del romanzo è queer ma non vi sono temi affrontati nel romanzo che rimandano a problematiche legate al genere o alla sessualità dei personaggi; la loro omosessualità resta un dato come un altro, che delinea la loro vita quotidiana insieme a qualsiasi altra caratteristica. L'omosessualità, d’altronde, non è elemento estraneo alla letteratura e alla vita della Woolf, la stessa Clarissa Dalloway ha amato una donna da giovane.
Gli altri personaggi sono Laura Brown, una casalinga che vive nei sobborghi di Los Angeles nell'America del 1949 e che legge Mrs. Dalloway per evadere dalla propria quotidianità, e i due amici Richard e Clarissa. Richard è un poeta malato di AIDS, e rappresenta una trasposizione contemporanea del personaggio di Septimus Smith presente in Mrs. Dalloway. Clarissa è un'intellettuale newyorkese, soprannominata dall'amico “Mrs. Dalloway” per sua la somiglianza caratteriale con l'omonimo personaggio. 
Nell'intervista sul romanzo Cunningham la descrive come «alla perenne ricerca di un ideale impossibile» e ammette di essersi ispirato alla madre e alla vita che questa visse negli anni Cinquanta e Sessanta del Novecento. I temi predominanti del libro sono l'amore, i tormenti interiori e la speranza.
Un'altra tecnica adottata da Cunningham nel descrivere i personaggi di Clarissa e Laura consiste nell’ “americanizzazione” del contesto, per renderlo più accessibile ai lettori della classe media statunitense, pur rimanendo fedele allo stile dell'opera originale. I personaggi del romanzo di Cunningham sono inoltre più liberi di vivere la propria sessualità.

## Edizioni italiane
- Michael Cunningham, Le ore, traduzione di Ivan Cotroneo, Bompiani, 2006, ISBN 88-452-4977-8.

### Audiolibri
- Michael Cunningham, Le ore. Letto da Isabella Ferrari, traduzione di Ivan Cotroneo, Regia di Flavia Gentili, Emons Audiolibri, 2017  [1999], ISBN 9788869861178.